# Валленрод, Реувен
Реувен Валленрод (англ. Reuben Wallenrod; 2 февраля 1899, Вызна, Минская губерния — 1 декабря 1966, Силвер-Спринг) — еврейский писатель.

## Биография
Сын Бориса Валленрода и Нехи Палей. Учился в классической русской гимназии в Слуцке. В 1920 уехал в Эрец-Исраэль, работал в Гдуд ха-авода, прокладывая дороги и осушая болота в Галилее и Изреельской долине. В 1921 уехал учиться во Францию, провел два года в Париже.

В 1923 прибыл в США. Получил степень бакалавра в Нью-Йоркском университете в 1929 году и степень магистра в Колумбийском педагогическом колледже в 1930 году со степенью в области образования и французского языка. В 1929 году он переехал в Париж, чтобы получить докторскую степень в Сорбонне. Работал преподавателем (1939—1963), а затем профессором еврейской литературы Бруклинского колледжа в Нью-Йорке.

С 1929 регулярно публиковал рассказы и очерки в периодических изданиях на иврите.

## Произведения
- «Shvilim Besifrut America Hachadasha» (1930);
- «John Dewey, Educator» (1932);
- «Ki Fanah Yom» (1946; «Сумерки в Кэтскиллс», 1957);
- «Be-Ein Dor» (1953);
- «Ba-Deyotah ha-Shelishit» (1938);
- «Bein Ḥomot» (1952);
- «Mesapperei Amerikah» (1958);
- «Derakhim va-Derekh» (1951);
- «Fundamentals of Hebrew Grammar» (1949) (в соавторстве с А. Ахарони);
- «Modern Hebrew Reader and Grammar» (1945) (в соавторстве с А.Ахарони).
- «The Literature of Modern Israel» (1956)